# 돈 바이어

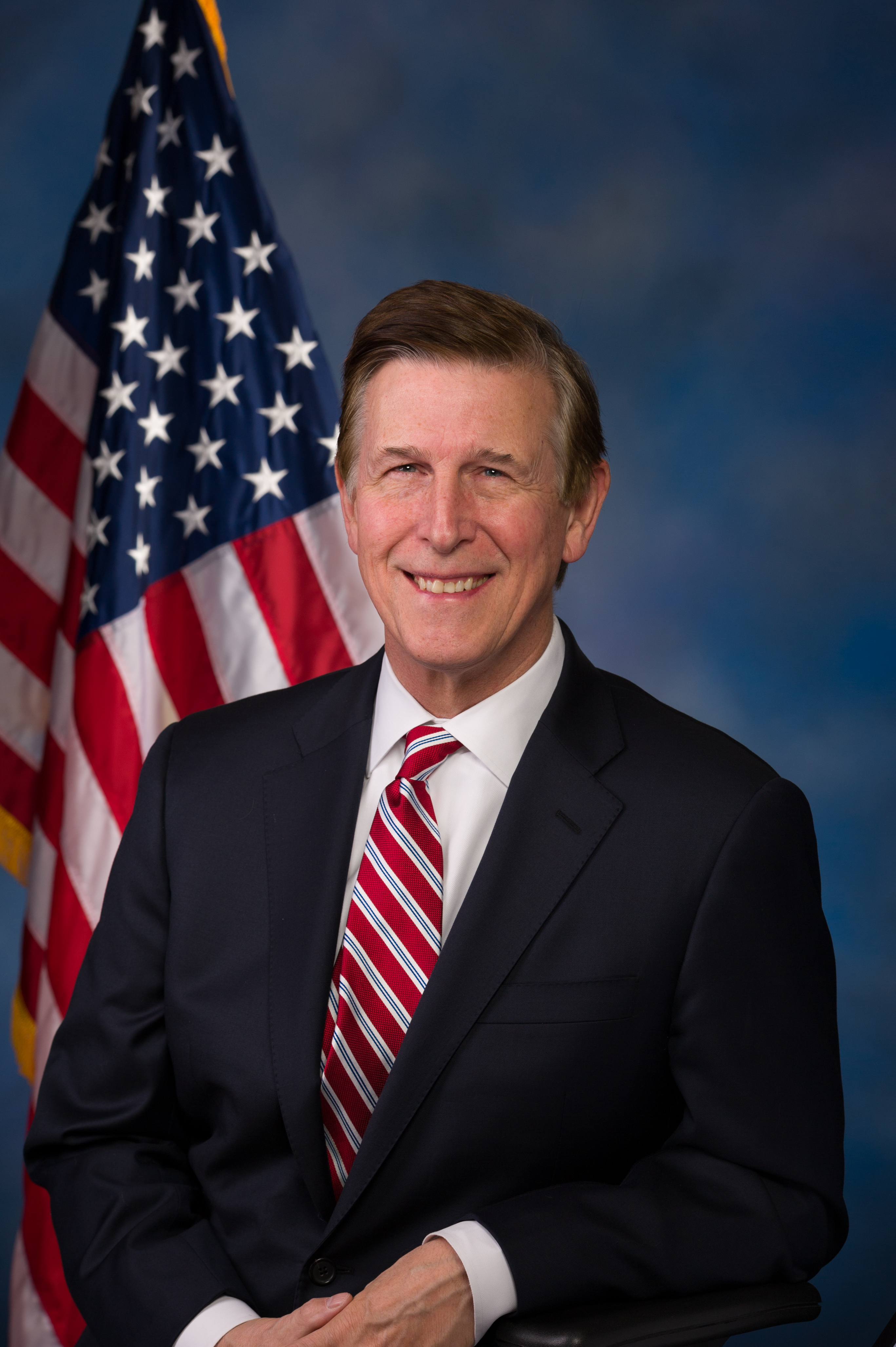
돈 바이어 의원

도널드 스터노프 "돈" 바이어 주니어(영어: Donald Sternoff "Don" Beyer, Jr., 1950년 6월 20일 ~ )는 미국의 기업인, 정치인, 외교관이다. 2009년부터 2013년까지 스위스-리히텐슈타인 주재 대사였으며, 이후 민주당 소속으로서 2015년 연방 하원의원으로 당선되었다.

## 역대 선거 결과
| 선거명      | 직책명                        | 대수  | 정당   | 득표율 | 득표수    | 결과 | 당락                     |
| ----------- | ----------------------------- | ----- | ------ | ------ | --------- | ---- | ------------------------ |
| 1989년 선거 | 버지니아 부지사               | 36대  | 민주당 | 54.14% | 934,377표 | 1위  | 버지니아 부지사 당선     |
| 1993년 선거 | 버지니아 부지사               | 36대  | 민주당 | 54.49% | 947,837표 | 1위  | 버지니아 부지사 당선     |
| 1997년 선거 | 버지니아 주지사               | 68대  | 민주당 | 42.56% | 738,971표 | 2위  | 낙선                     |
| 2014년 선거 | 하원의원 (버지니아 제8선거구) | 114대 | 민주당 | 63.08% | 128,102표 | 1위  | 버지니아주 하원의원 당선 |
| 2016년 선거 | 하원의원 (버지니아 제8선거구) | 115대 | 민주당 | 68.39% | 246,653표 | 1위  | 버지니아주 하원의원 당선 |
| 2018년 선거 | 하원의원 (버지니아 제8선거구) | 116대 | 민주당 | 76.10% | 247,137표 | 1위  | 버지니아주 하원의원 당선 |
| 2020년 선거 | 하원의원 (버지니아 제8선거구) | 117대 | 민주당 | 78.08% | 223,205표 | 1위  | 버지니아주 하원의원 당선 |
| 2022년 선거 | 하원의원 (버지니아 제8선거구) | 118대 | 민주당 | 73.53% | 197,760표 | 1위  | 버지니아주 하원의원 당선 |
| 2024년 선거 | 하원의원 (버지니아 제8선거구) | 119대 | 민주당 | 71.52% | 274,593표 | 1위  | 버지니아주 하원의원 당선 |